# Kärleksvirveln
Kärleksvirveln är en svensk porrfilm från 1977 med Andrew Whyte som regissör, producent och manusförfattare. Filmen spelades in i Stockholm med Torbjörn Lindqvist som fotograf och premiärvisades den 10 oktober 1977 på biografen Fenix i Stockholm.

## Rollista
- Barbara Scott	– Gladys
- Jack Frank – Romeo Calligari
- Anne von Lindberger – Doris
- Jan-Olof Rydqvist – Mr. X
- Sonja Rivera – prinsessa
- Jan Klevbrand	– bankir
- Evert Granholm – inspektör
- Arne Sjöholm – Arnold
- Eva Strand – Isabelle
- Robert Eriksson – Luigi
- Johan Tall – Mr. James
- Thore Karlsson – privatdetektiv
- Lena Blom – Barbara
- Mustafa Jabad	– shejk
- Raymond Ekholm – diplomat
- Anna Parker – Vivi
- Mona Larsson – spionflicka
- Lennart Gran – inbrottstjuv
- Ted Svensson – inbrottstjuv
- Marie Viklund	– strippa
- Mia Martinsson – strippa
- Liz Nordgren – strippa
- Stig Elm – poliskommissarie
- Kurt Lind – kypare
- Knud Jörgensen – man i samlag
- Dennis Andersson – skum man